# Flettner Fl 282

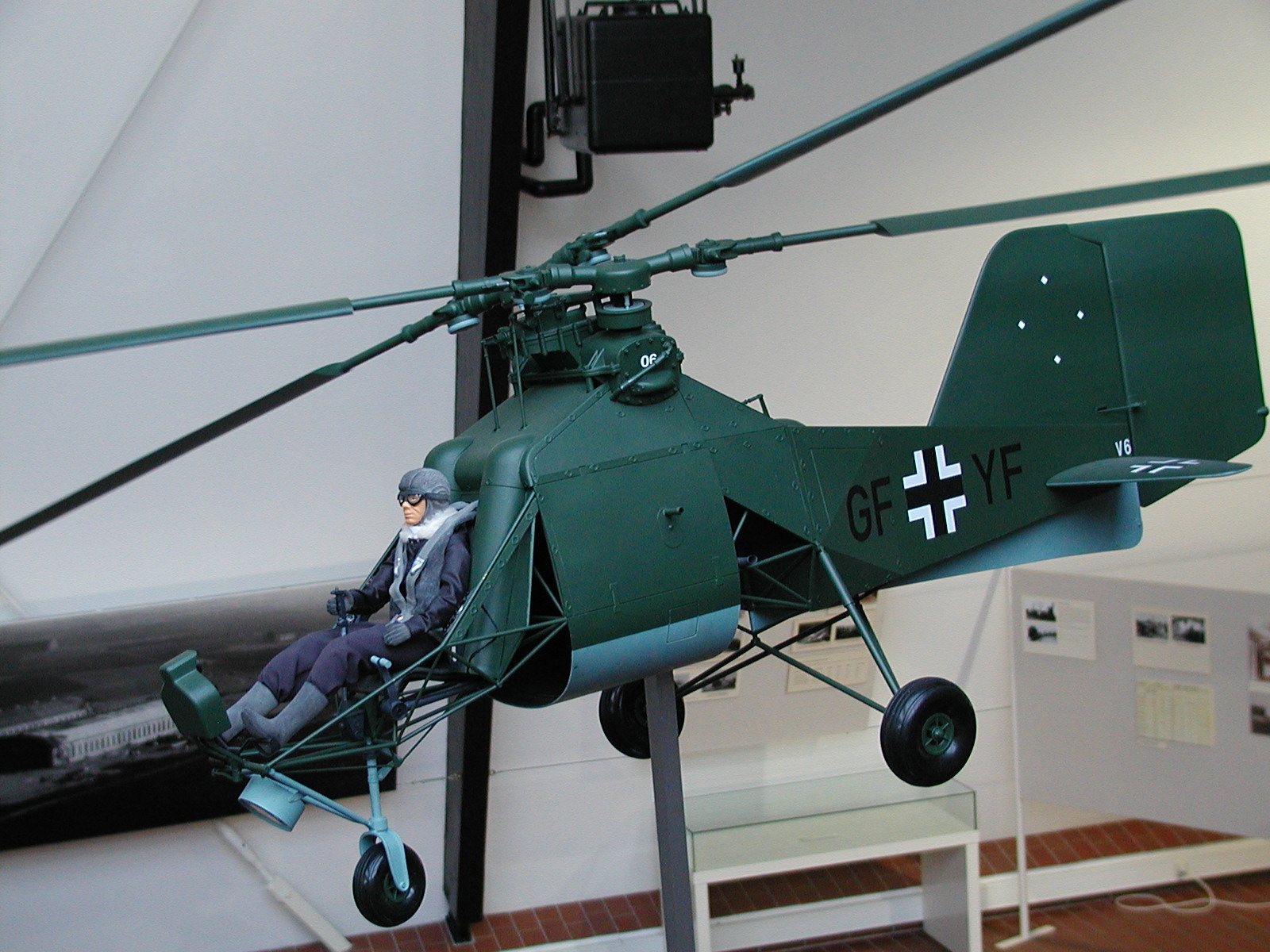
Model vrtulníku Flettner Fl 282 V6

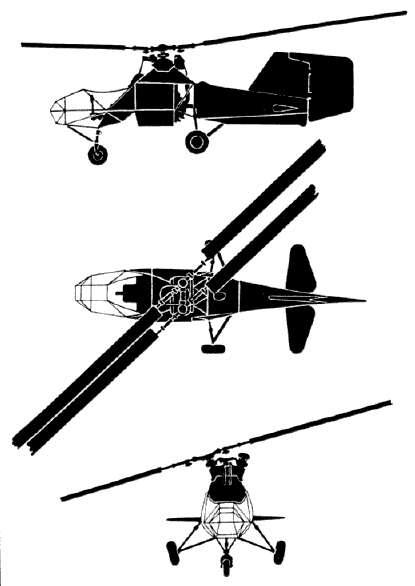
Fl 282

Flettner Fl 282 Kolibri (Kolibřík) byl německý jednomístný vrtulník s otevřeným kokpitem a dvěma prolínajícími se protiběžnými rotory. Jeho konstruktérem byl vrtulníkový průkopník Anton Flettner.
Kolibri byl jednou z prvních helikoptér, které byly použity v boji. Během druhé světové války testovalo nacistické Německo tento typ na bojištích v oblasti Středozemního moře. Plány na stavbu tisíců Kolibříků byly opuštěny, když USAF vybombardovalo Flettnerovy továrny. Válku přežily pouze tři Fl 282; zbylé byly zničeny, aby nepadly do rukou nepříteli.

## Specifikace

### Technické údaje
- Posádka: 1-2
- Délka trupu: 6,56 m
- Průměr rotoru: 11,96 m
- Výška: 2,20 m
- Plocha rotoru: 224,69 m²
- Hmotnost (prázdná): 760 kg
- Maximální vzletová hmotnost: 1 000 kg
- Pohonná jednotka: 1 × sedmiválcový hvězdicový motor Bramo Sh 14A, 119 kW (160 k)

### Výkony
- Maximální rychlost v 0 m: 150 km/h
- Maximální rychlost klesání: 175 km/h
- Cestovní rychlost: 115 km/h
- Stoupavost při plném zatížení: 1,53 m/s
- Rychlost klesání při autorotaci: 7,92 m/s
- Dolet jednomístné verze: 300 km
- Dolet dvoumístné verze: 180 km
- Praktický dostup: 3 300 m
- Maximální dostup: 4 100 m